# Имяславие
Имясла́вие (у критиков распространено наименование имябо́жничество, в синодальных документах — имябо́жие, также называемое ономатодокси́я, греч. ονοματοδοξία) — религиозное догматическое и мистическое движение, получившее распространение в начале XX века среди православных русских монахов на святой горе Афон. Главным богословским положением сторонников имяславия являлось учение «о незримом присутствии Бога в Божественных именах». В этом смысле сторонники имяславия употребляли фразу: «Имя Бога есть Сам Бог» («но Бог не есть имя»), которая и стала наиболее известным кратким выражением имяславия. Признанным лидером движения был иеросхимонах Антоний (Булатович). В 1913 году учение имяславцев было осуждено как еретическое Святейшим правительствующим синодом, а смута, возникшая в русских монастырях на Афоне из-за споров вокруг этого учения, была подавлена с использованием российской вооружённой силы. Богословская полемика, возникшая в связи с учением имяславцев, оживила в России интерес к наследию Григория Паламы и исихастов и оказала заметное влияние на развитие русской религиозно-философской мысли первой половины XX века.
Хотя ни одной аутентичной группы имяславцев не сохранилось (они были разгромлены советской властью), тем не менее, интерес к имяславческой тематике возродился на рубеже 1990-х — 2000-х годов. Определённую симпатию некоторые идеи имяславцев вызывают у крупных и видных русских религиозных мыслителей, богословов и иерархов Русской православной церкви. Свою категорическую поддержку имяславию высказали несколько истинно-православных юрисдикций самой разной идеологической направленности.

## Возникновение

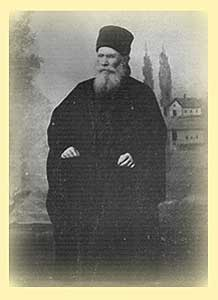
Схимонах Иларион — автор книги «На горах Кавказа», давшей начало имяславию

Начало движения связывается с полемикой, возникшей около 1909 года среди проживавших на Афоне русских монахов по поводу книги схимонаха Илариона (Домрачева) «На горах Кавказа». Автор книги сам около 20 лет провёл на Афоне, а затем в 80-х годах XIX века удалился на Кавказ, где вёл жизнь монаха-отшельника. Посвящённая традиционной для православия аскетической практике «умного делания» и Иисусовой молитвы книга «На горах Кавказа» была издана в 1907 году по благословению игумена Варсонофия Оптинского, затем в 1910 году была переиздана на средства великой княгини Елизаветы Фёдоровны, и наконец, в 1912 году вышла в третий раз в Киево-Печерской Лавре огромным для того времени десятитысячным тиражом. Все три издания были одобрены духовной цензурой и вызвали многочисленные положительные и даже восторженные отклики со стороны монашествующих и верующей интеллигенции.
Одно из центральных мест в книге занимала мысль о присутствии в призываемом подвижниками имени Иисуса Христа самого Христа и божественности его имени:
Прежде всего нужно утвердить в себе ту непреложную истину, согласную как с Божественным откровением, так и с здравыми понятиями разума, что в имени Божием присутствует Сам Бог — всем Своим Существом и (всеми) Своими бесконечными свойствами.
Для всякого верного работника Христова, любящего своего Владыку и Господа, усердно Ему молящегося и святое имя Его благоговейно и любезно в сердце, своем носящего, — имя Его всезиждительное, достопоклоняемое и всемогущее есть как бы Сам Он — Вседержавный Господь Бог и дражайший Искупитель наш Иисус Христос, прежде всех век от Отца рожденный, Ему единосущный и равный Ему по всему.
В вечности на небесах Единый Бог: Бог Отец, Бог Сын, Бог Дух Святый; и если там пребывало имя Иисус, то стало быть оно и есть Бог, потому что там ничто тварное быть не может.
Именно эти взгляды о. Илариона и стали предметом богословской полемики, разгоревшейся вскоре после издания книги. Начало этой полемике положил афонский инок Хрисанф, которым в 1909 году была написана крайне негативная рецензия на книгу отца Илариона. С одобрения монастырского начальства рецензия в рукописном виде стала распространяться среди монахов русских обителей на Афоне. Хрисанф обвинял автора книги в ереси, пантеизме и двоебожии. Относительно имени «Иисус» инок Хрисанф утверждал, что это простое человеческое имя, полученное Христом как человеком, и потому не следует «приписывать этому имени при совершении молитвы обоготворяющее значение, сливать оное с Божеством и давать ему значение равносильное Самому Богу». Рецензия инока Хрисанфа вызвала жаркие споры среди русских афонских монахов. После её появления русское монашество на Афоне фактически разделяется на две партии — противников и сторонников особого почитания имени Божия: первые получили от вторых кличку «имяборцев», вторые назывались первыми «имябожниками». Сами почитатели имени Божия называли себя «имяславцами». Споры постепенно стали приобретать все более ожесточённый характер, вовлекать новых участников и выходить за пределы Афона. Свою рецензию Хрисанф направил как самому отцу Илариону (Домрачеву), так и влиятельному члену Правительствующего Синода архиепископу Волынскому Антонию (Храповицкому). Отец Иларион написал на рецензию ответ, который в качестве приложения был включён во второе издание его книги. А в архиепископе Антонии противники имяславия нашли для себя сильного союзника. С его подачи в феврале 1912 года рецензия Хрисанфа была опубликована в журнале «Русский инок», издававшемся Почаевской лаврой, а в газете «Колокол» была помещена корреспонденция с Афона, описывающая ход полемики в плане негативном для имяславцев. С этого момента полемика в значительной степени переносится в Россию на страницы как светских, так и церковных периодических изданий. И примерно с этого же момента в защиту имяславия начинает выступать иеромонах Антоний (Булатович), ставший в итоге одним из наиболее известных лидеров движения.

Ещё в 1908 году духовник русского Пантелеймонова монастыря на Афоне о. Агафодор отправил книгу «На горах Кавказа» игумену русского Афонского Андреевского скита о. Иерониму со словами: «Очень вредная книга, написанная в духе Фаррара», с просьбой найти «образованного инока» с целью «раскритиковать» книгу. Иероним, в свою очередь, приказал иеромонаху Антонию дать критический отзыв о книге. Булатович сначала критически отнёсся к имяславию. Но затем, 
дойдя до утверждения о. Илариона, что сущность и действенность молитвы Иисусовой зиждется на силе призываемого Божественного Имени Господа Иисуса Христа, к которому молящийся должен относиться как к Самому Господу Иисусу и которое есть Сам Он Господь Иисус Христос, мне они [слова] показались неправильными. Но, читая дальше, я увидал …прекрасно изложенное святоотеческое учение о молитве Иисусовой. Так как игумен приказал мне письменно изложить мое суждение об этой книге, то я решился, во-первых, написать письмо о. Илариону, в котором протестовал против этого выражения: «Имя Господа Иисуса Христа есть Сам Господь Иисус Христос». Но когда я написал это письмо, то на меня навалилась какая-то особенная сердечная тягость, и какая-то бесконечная пустота, хладность и темнота овладели сердцем. Чувствовалось оставление благодатью Божией; молитва сделалась бездейственной…
, после чего Антоний открыл том «Моя жизнь во Христе» своего духовного отца Иоанна Кронштадтского, изданный в 1905 году, и нашёл в нём следующие подтверждения своим сомнениям:

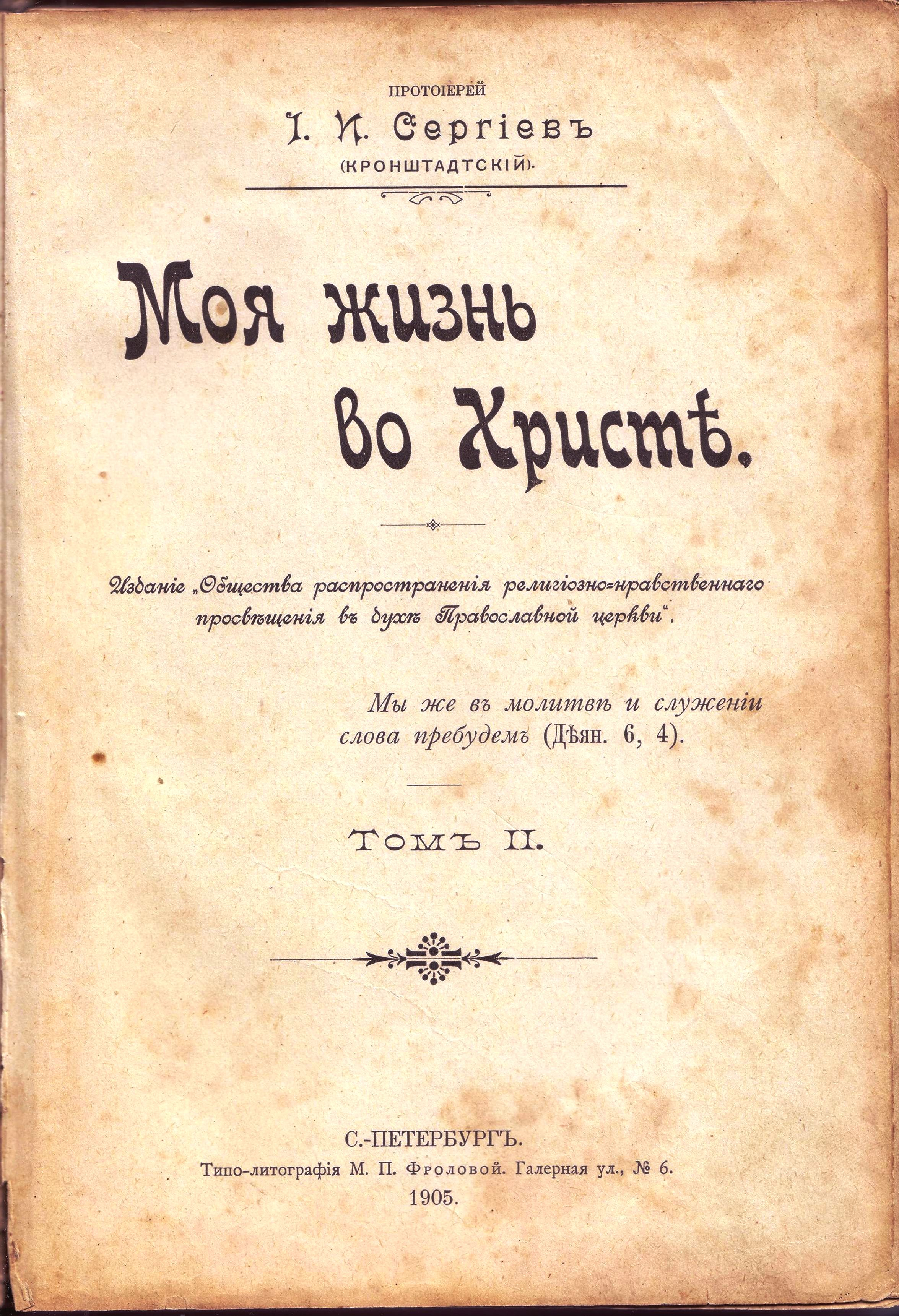
Том, который открыл иером. Антоний: «Моя жизнь во Христе». СПб

«В этом имени [Пресвятой Троицы, или Господа Саваофа, или Господа Иисуса Христа] ты имеешь все существо Господа: в нём Его благость бесконечная, премудрость беспредельная, свет неприступный, всемогущество, неизменяемость…», «Имя Господа, или Богоматери, или Ангела и святаго, да будет тебе вместо Самого Господа, Богоматери, Ангела или святаго; близость слова к твоему сердцу да будет залогом и показанием близости к твоему сердцу Самого Господа, Пречистой Девы, Ангела или святаго. Имя Господа есть Сам Господь — Дух везде сый и все наполняющий; имя Богоматери есть Сама Богоматерь…».
В результате иеромонах Антоний полностью переменил своё мнение и стал основным сторонником учения об имяславии, затем издав несколько книг по этой проблеме.
Учение было также поддержано влиятельным при царском дворе «старцем» Григорием Распутиным, также у него было сходство с учением о. Иоанна Кронштадтского.

## Сущность имяславия
Центральное положение учения имяславцев заключается в том, что имя Божие неразрывно связано с самим Богом.
«Имя Иисус —  Бог» – утверждали сторонники имяславия.
«Имя Иисус — не Бог» – утверждали противники имяславия.
Каждая сторона в этом споре приводила свои аргументы и считала еретиками противоположную сторону.
Иеросхимонах Антоний Булатович основывал учение о Божестве Имени Божия прежде всего на том, что Имя Божие, по учению Святых Отцов, есть Его энергия или действие (по-славянски «действо»; «действие» — это перевод греч. слова «энергия»), а энергия Божия есть Сам Бог. Он писал:

Ради чего создал Бог человека? — Ради того, чтобы осчастливить созданное существо приобщением ему Божества Своего. …чтобы соединить его с Собою союзом Божественной любви и сделать человека причастником Божественного Естества. …чтобы обожить его, обожение же человека заключается в том, что в человека вселяется Энергия Божества. Сущность Божества Божия неприобщима твари, но Деятельность — приобщима.

Таким образом, согласно имяславию, Имя Божие есть Его энергия и Сам Он.
Согласно епископу Феофану Полтавскому: «Бог — везде; и, конечно, Он находится и в Своём имени»; согласно о. Павлу Флоренскому: «Имя Божие есть Бог; но Бог не есть имя. Существо Божие выше энергии Его, хотя эта энергия выражает существо Имени Бога.»
Сторонники имяславия настаивают, что логика православного богослова о. Антония Булатовича целиком соответствует учению Отцов Церкви, в частности Григория Паламы о нетварности Божественной энергии. 
Православные противники имяславия указывали, что в своих сочинениях Григорий Палама нигде не называет энергию Бога «Богом» (Феос), а учит называть её «Божеством» (Феотис).  Противники имяславия приводили также следующие аргументы:

- Имя и предмет, им обозначаемый, не одно и тоже.
- Имена Божия явились после создания человека, нужны только нам, а не Богу, и сами по себе не Бог.
- Иисус есть имя Сына Божия по плоти, принятое Им по воплощении.
- Имена Божии должны почитать наравне с святым крестом и иконами, а не как Самого Бога.

Митрополит Иларион Алфеев считает, что спор между имяславцами и имяборцами — это спор между молитвенным благочестием и богословской учёностью, являющийся продолжением споров об обожении — между православными и евномианами в IV веке, между иконопочитателями и иконоборцами в VIII—IX веках, между Симеоном Новым Богословом и его противниками в XI веке, между Григорием Паламой (исихастами) и Варлаамом Калабрийским в XIV веке. Иисусова молитва и учение об имени Божием были частью одной — монашеской молитвенной — традиции, не пересекавшейся с другой — традицией духовных академий, где о монашеской практике почти ничего не говорилось. Противники имяславия — архиепископ Антоний (Храповицкий), архиепископ Сергий (Страгородский), Сергей Троицкий принадлежали к традиции не монашеской, а богословских школ; имели о монашеской жизни весьма приблизительное представление; ни один из них никогда не состоял иноком в монастыре.

## Первоначальная реакция церковной власти
Наиболее авторитетным противником нового учения в России стал архиепископ Волынский Антоний (Храповицкий), который рассматривал имяславие как ересь и разновидность хлыстовщины. В 1912 году решением Святейшего Синода книга «На горах Кавказа» была запрещена в России; при этом доклад архиепископа Антония в Синоде был «недопустимым, невозможным, бранчливым». Книга же ходила в самиздате, но не переиздавалась до 1998 года.
Согласно мнению Владимира Эрна, причиной имяславского спора была не книга «На горах Кавказа», а отрицательная рецензия на неё афонского инока Хрисанфа (которую тот написал вместо отказавшегося Булатовича) и затем публикации не читавшего эту книгу Антония (Храповицкого), в которых имел место «развязный, грубый и часто хульный язык», по мнению митрополита Илариона (Алфеева), «несправедливых, жёстких и скандальных» публикаций.
В сентябре 1912 года книга была осуждена в послании правящего архиерея Афона Патриарха Константинопольского Иоакима III (хотя в 1907 году он эту книгу поддержал) настоятелю русского монастыря Святого Пантелеимона, который, как и все монастыри Афона, находился в прямой канонической юрисдикции Патриарха: послание называло новое учение «бессмысленным и богохульным» и увещевало его сторонников «отстать от душевредного заблуждения и перестать спорить и толковать о вещах, которых не знают».
В 1913 году учение было рассмотрено комиссией преподавателей Богословской школы Константинопольского Патриархата на Халки во главе с митрополитом Селевкийским Германом, находившейся в начале XX века под сильным влиянием немецкого протестантского рационализма, так как большинство её профессоров получили богословское образование в немецких университетах. Комиссия, не читавшая обеих рассматривавшихся книг — схимонаха Илариона и иеросхимонаха Антония Булатовича — признала учение неправославным; Священный Синод Константинопольской православной церкви осудил его как хульное и еретическое, а новый Патриарх Герман V отправил на Афон соответствующую грамоту от 5 апреля 1913 года, которая объявляла учение имяславия пантеизмом.
В мае 1913 года состоялось заседание российского Святейшего Синода под председательством митрополита Санкт-Петербургского Владимира (Богоявленского) в составе архиепископа Финляндского Сергия (Страгородского), архиепископа Волынского Антония (Храповицкого), архиепископа быв. Вологодского Никона (Рождественского), архиепископа Владивостокского Евсевия (Никольского), архиепископа Гродненского Михаила (Ермакова), епископа Екатеринославского Агапита (Вишневского) (всего семеро); в котором было заслушано три независимо подготовленных доклада: архиепископа Антония (Храповицкого), архиепископа Никона (Рождественского) и преподавателя семинарии канониста Сергея Троицкого. Все доклады признавали учение «имябожников» неправославным. По итогам заседания единогласно было принято синодальное постановление, осуждающее учение «имябожников»; было издано соответствующее Послание, составленное архиепископом Сергием (Страгородским).
В августе 1913 года, уже после высылки «имябожников» с Афона, Синод издал новое постановление, ещё более строгое, против сторонников нового учения и принял «Формулу обращения для возвращающихся к учению православной Церкви имябожников». По монастырям России была разослана бумага с осуждением «имябожия» с предложением подписать её (известен, например, такой документ, подписанный всеми старцами Оптиной Пустыни, находившимися на тот момент в обители). Согласно сообщениям в журнале «Русский инок», в июле 1913 года Постановление было активно поддержано на Валааме.
На Афоне имяславие распространилось только среди русских монахов и практически не затронуло монахов из других стран. Поскольку устав Святой Горы строго запрещает еретикам нахождение на ней, то кинот Афона мог «под видом еретиков… очистить и вообще Святую Гору от русских», так как было выслано с Афона от тысячи до полутора тысяч русских монахов. Русское монашество на Афоне до сего дня не восстановилось: количество насельников сейчас более чем на порядок меньше, чем в 1913 году.

## Подавление «мятежа»

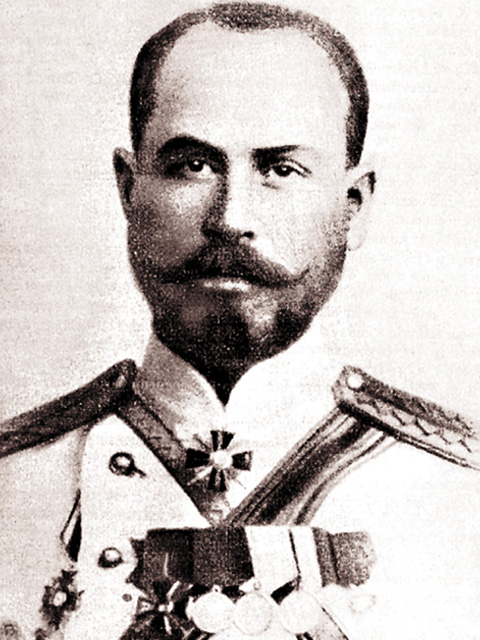
Александр Булатович, став иеросхимонахом, возглавлял имяславцев на Афоне

В соответствии с предписанием Святейшего синода, 4 июня (в ряде источников — 5 июня) 1913 года русская канонерская лодка «Донец» доставила архиепископа Вологодского Никона и профессора Троицкого на гору Афон с целью «усмирения монашеского бунта» (11 июня к ним на помощь подошёл пароход «Царь» с пятью офицерами и 118 солдатами). Перепись, проведённая архиепископом, показала, что среди 1700 российских монахов 661 записали себя противниками имяславия, 517 — имяславцами, 360 уклонились от переписи, а остальные записались нейтральными. В течение июня архиепископ Никон вёл переговоры с имяславцами и пытался заставить их поменять свои убеждения добровольно, но потерпел неудачу.
3 июля 1913 года прибыл пароход «Херсон», направленный с целью выдворения монахов с Афона. Российский консул в Константинополе Алексей Шебунин приказал солдатам 6-й роты 50-го Белостокского полка взять мятежников приступом, но без кровопролития. Монахи оказывали активное сопротивление, некоторых из них поливали водой из двух пожарных шлангов (согласно некоторым имяславским источникам, были раненые и даже убитые); после взятия Пантелеимонова монастыря монахи из Андреевского скита сдались добровольно.

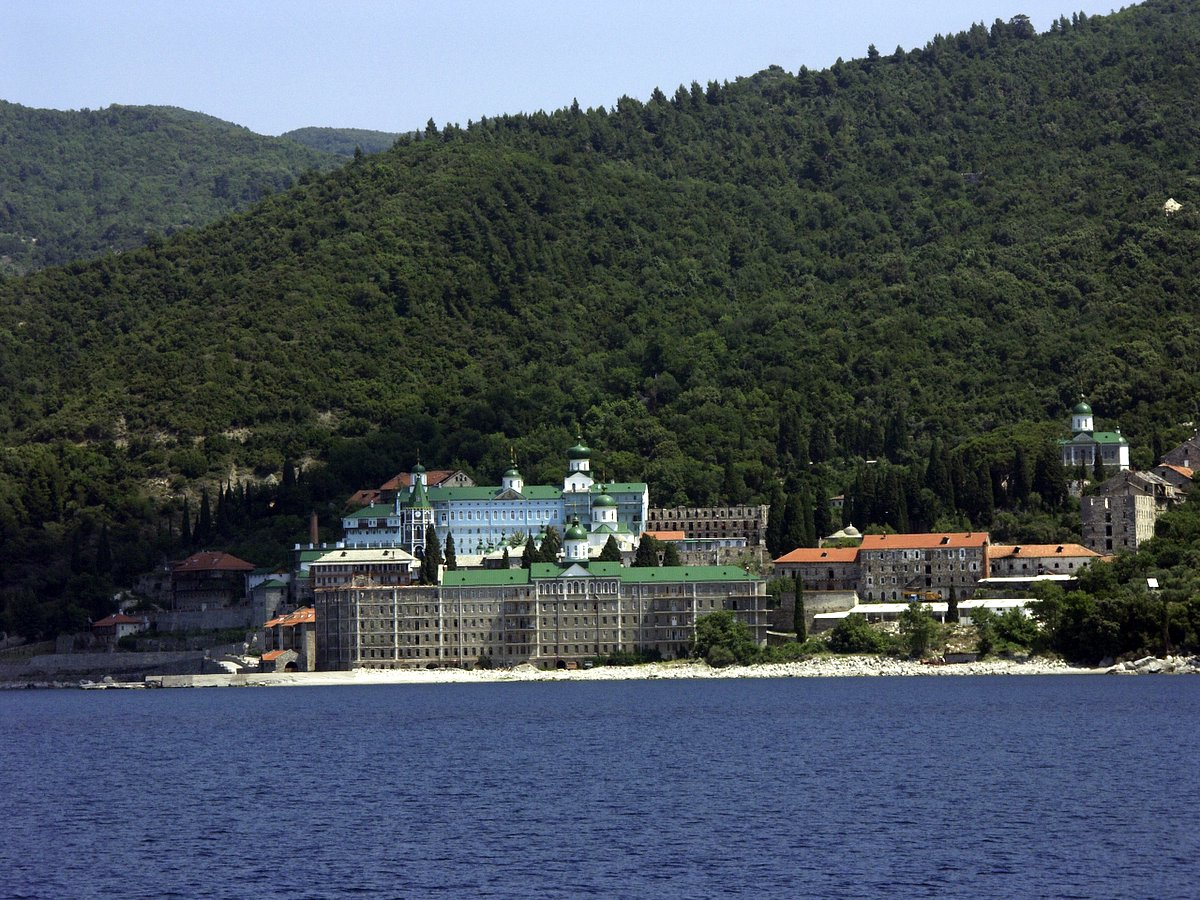
Современный вид русского Пантелеимонова монастыря на Афоне

Пароход «Херсон» доставил 621 монаха с Афона в Россию и 13 июля бросил якорь в Одессе. Сорок монахов, признанных неспособными пережить транспортировку, были оставлены в больнице на горе Афон. 17 июля пароход «Чихачёв» доставил ещё 212 монахов с горы Афон. Часть монахов добровольно покинули монастырь, некоторые уехали на Камчатку к миссионеру отцу Нестору. Оставшаяся часть монахов подписала бумаги, что отвергает имяславие.
После допроса в Одессе восьмеро задержанных монахов были возвращены на Афон, 40 отправлены в тюрьму, а остальные были лишены духовного сана и сосланы в различные области Российской империи в соответствии с их пропиской. Основного руководителя имяславцев на Афоне, Антония (Булатовича), сослали в его родовое имение в село Луцыковку Лебединского уезда Харьковской губернии.
Согласно Илариону, русское монашество получило в 1913 году «первый мощный удар… — удар, нанесённый руками иерархов Святейшего Синода Российской Церкви. Вторым ударом стала революция и последовавшие за ней гонения на Церковь в России». Синодальное управление Церковью, введённое Петром Первым, через пять лет перестало существовать.
Книгу «На горах Кавказа» через 6 лет после её выхода Синод приказал по всем монастырям изымать и уничтожать. Её автор схимонах Иларион реагировал на это известие так: «Вот это дело! Вечным огнём, если не покаются, будут жегомы те, кто дерзнул на сие. Боже наш! Какое ослепление и бесстрашие! Ведь там прославлено имя Бога нашего Иисуса Христа… Там в книге всё Евангелие и всё Божественное Откровение, учение Отцов Церкви и подробное разъяснение об Иисусовой молитве… Ангели поют на небеси превеликое Имя Твое, Иисусе, а монахи, о ужас, сожгли яко вещь нестерпимую. Без содрогания нельзя сего вспомнить».

## Официальная оценка по выдворении с Афона
В феврале 1914 года некоторые имяславцы были благосклонно приняты Императором Всероссийским Николаем II и Императрицей Александрой Фёдоровной. Добрый приём был воспринят ими как знак изменяющейся судьбы.
7 мая 1914 года под председательством митрополита Московского Макария (Невского) Московская Синодальная Контора произвела суд над руководителями имяславия, о котором имеются противоречивые свидетельства. 10 мая это решение было частично признано Святейшим Синодом, который позволил имяславцам занимать посты в православной церкви без формального покаяния, но определил, что само учение нужно всё ещё считать ересью. Митрополит Макарий, получив в августе 1914 года официальную телеграмму обер-прокурора Владимира Саблера, в которой ему предоставлялось допустить к священнослужению тех из оправданных иноков, которых он найдет достойными, снял канонические прещения немедленно с около 20 лиц и донёс о сем телеграммой обер-прокурору, а потом разрешил и других.

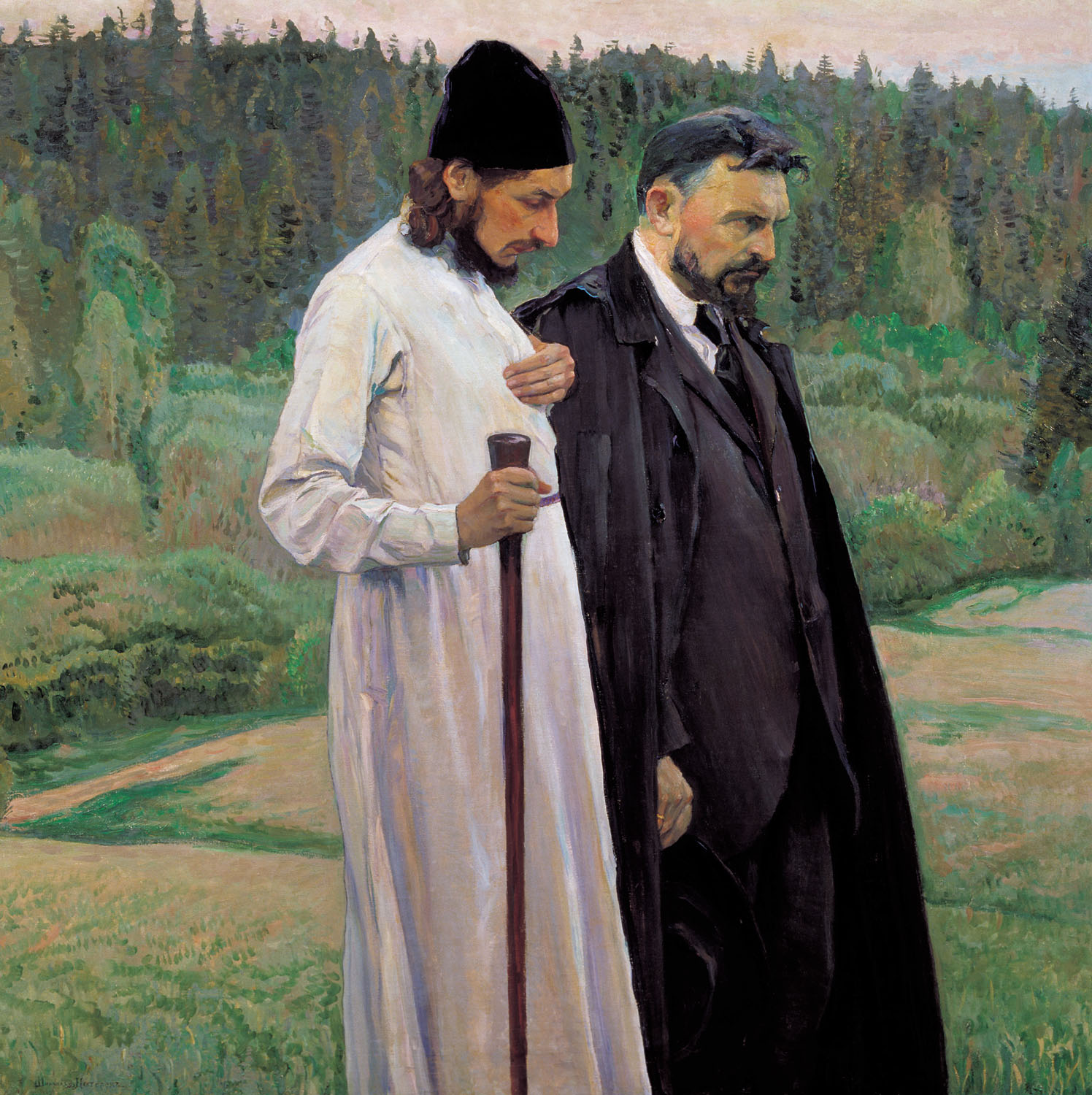
Михаил Нестеров. Философы (Флоренский и Булгаков) 1917

27 августа 1914 года глава движения о. Антоний Булатович попросил послать его как военного священника в действующую армию, и его просьба была одобрена Святейшим синодом.
В марте 1915 года журнал «Ревнитель» опубликовал письмо схимонаха Илариона, полное апокалиптических предчувствий крушения существующего порядка:
«должен сказать и то, что я сильно обижен действиями в отношении меня духовной власти. Почему же она, когда она разбирала мою книгу и осудила её, не отнеслась ко мне ни единым словом или вопросом о всех тех местах в моей книге, кои были причиною возникшего недоумения? <…> Мнится нам, что эта ужасная „пря“ с Богом по преимуществу высших членов России Иерархов есть верное предзнаменование близости времен, в кои имеет прийти последний враг истины, всепагубный антихрист.»
За старым и больным Иларионом следили; архиепископ Ставропольский Агафодор (Преображенский) регулярно получал донесения о «деятельности» схимонаха Илариона и его послушников и послушниц. Также его посещали епархиальные миссионеры, регулярно отбиравшие у него книги и выяснявшие у него детали «лжеучения».
Иларион так отвечал на обвинения в ереси: «Считаю ли я, что имя Божие есть четвёртое Божество? Отвечаю — отнюдь нет. Никогда это богохульное учение не только теперь, но и во всю мою жизнь не находило места в моем внутреннем мире, даже и на одно мгновение.. Обожаю ли я звуки и буквы имени Божия и что я разумею под Именем Божиим? — Выражаясь „Имя Божие Сам Бог“, я разумел не звуки и буквы, а идею Божию, свойства и действа Божии, качества природы Божией… Это понятие для молитвенника весьма важно, именно: призывая имя Божие, чтобы он не думал, что призывает кого другого или бьёт словами напрасно по воздуху, но именно призывает Его Самого… А звуками мы только произносим, называем или призываем имя Божие… буквами же начертываем его, то есть изображаем, пишем; но это есть только внешняя сторона имени Божия, а внутренняя — свойства или действа, которые мы облекли в эту форму произношения или письма. Но и перед этой формой истинные последователи Христа Иисуса всегда благоговели и почитали её наравне со святым крестом и святыми иконами…
[Имя Божие] само по себе всегда свято, славно и спасительно; до нас же производит действие, смотря по нашему отношению к нему.»
1 июля 1915 года Святейший Синод получил письмо от основателя учения Илариона с вопросом, был ли он отлучён от Церкви (Иларион жил как отшельник на Кавказе и, возможно, не осознавал степень волнений, вызванных его книгой).
Иларион умер от водянки 1-го либо 2 июня 1916 года, так и не получив ответа.

## Послепадения монархии
Открывшийся в августе 1917 года Всероссийский Поместный собор имел целью, в частности, решить проблему имяславия; на нём присутствовали как активные сторонники, так и противники учения. Подготовка материалов по делу имяславцев проходила в специальном Подотделе Отдела о внутренней и внешней миссии, в состав какового подотдела вошли, среди прочих, епископ Феофан (Быстров), Сергий Булгаков и В. И. Зеленцов (впоследствии епископ Василий). Собор, однако, не успел вынести какого-либо решения до своего закрытия в сентябре следующего года.
8 (21) октября 1918 года Патриарх Тихон (Беллавин) и Священный Синод Российской Церкви издали постановление, разъясняющее значение суда митрополита Макария:

<…>1) постановление Московской Синодальной Конторы от 7 мая 1914 г., почитаемое иеросхимонахом Антонием оправдательным для самого учения имябожников, в действительности является лишь постановлением о принятии в общение некоторых, поименованных в сем постановлении афонских иноков, причастных к имябожническому учению, привлеченных к суду Московской Синодальной Конторы и изъявивших подчинение Св. Церкви, по надлежащем испытании верования их, с прекращением о них судебного дела и разрешения священнослужения тем из них, кои находились в священном сане, — 2) что таковое именно постановление Московской Синодальной Конторы по указанному делу было утверждено Св. Синодом по определению от 10—24 мая 1914 г. за № 4136, с поручением при этом Синодальной Конторе и Преосвященному Модесту приводить увещеваемых иноков к сознанию, что учение имябожников, прописанное в сочинениях иеросхимонаха Антония (Булатовича) и его последователей, осуждено Святейшим Патриархом и Синодом Константинопольской Церкви и Св. Синодом Церкви Российской, и что, оказывая снисхождение к немощам заблуждающихся, Святейший Синод не изменяет прежнего суждения о самом заблуждении <…>

В январе 1919 года лидер имяславцев о. Антоний Булатович разорвал общение с Патриархом Тихоном и вернулся в родовое имение в Луцыковке. Там он был убит грабителями 5 декабря того же года, во время наступления красных войск.
В начале 1920-х в Москве существовал философский имяславческий кружок, членами которого были: А. Ф. Лосев с женой В. М. Лосевой, С. Н. Булгаков, математики Д. Ф. Егоров и Н. М. Соловьёв, П. С. Попов, священник Ф. Андреев, артист Н. М. Хитрово-Крамской; близок им был священник Павел Флоренский.
В 1927 году, после того как руководство Патриаршей Церкви перешло к Заместителю Патриаршего Местоблюстителя митрополиту Сергию, многие имяславцы в СССР полностью порвали общение с Временным Патриаршим Священным Синодом при нём и вошли в состав Катакомбной Церкви, что в значительной мере было обусловлено неприятием имяславцами политики лояльности, провозглашённой митрополитом Сергием по отношению к атеистической власти в СССР. Кроме того, имяславцы не могли не помнить, что синодальное постановление, осуждающее учение «имябожников», было составлено Сергием.
В русской эмиграции учение имяславия в 1920—1930-х годах продолжал развивать священник Сергий Булгаков, фундаментальная книга которого «Философия имени» была издана в Париже в 1953 году, посмертно. Сергий Булгаков писал: «Имя Божие есть не только средство обозначения Божества или Его призывания, но есть и словесная икона, потому она свята. Итак, имена Божии суть словесные иконы Божества, воплощение Божественных энергий, феофании, они несут на себе печать Божественного откровения».
Один из ведущих идеологов РПЦЗ Архиепископ Серафим (Соболев) дал детальную богословскую критику «имябожнического» учения в своей работе против софиологии Вл. Соловьёва, о. Сергия Булгакова и о. Павла Флоренского. В этой работе три главы (№ 18, 19, 20) посвящены опровержению учения «имяславцев» — ибо для о. Сергия и о. Павла «софиология» и «имяславие» находились в тесной связи друг с другом.
В защиту имяславия или на его стороне выступили крупные русские религиозные философы XX века Владимир Эрн, Михаил Новосёлов, Митрофан Муретов, о. Павел Флоренский, о. Сергий Булгаков, Николай Бердяев, Алексей Лосев.
Сочувственно относились[уточнить отношение] к имяславию следующие православные иерархи и монахи: митрополит Московский Макарий (Невский), митрополит Киевский Флавиан (Городецкий), митрополит Алеутский Вениамин (Федченков), экзарх (c 22 марта 1933 года) Московской Патриархии в Северной Америке, митрополит Волоколамский Иларион (Алфеев), епископ Верейский Модест (Никитин), епископ Волоколамский Феодор (Поздеевский), епископ Дмитровский Трифон (Туркестанов), бывший епископ Диомид (Дзюбан), архимандрит Софроний (Сахаров).
В одной из неканонических православных юрисдикций Российская православная автономная церковь (РПАЦ) ряд клириков и мирян (игумен Григорий (Лурье), игумен Феофан (Арескин) и другие) подверглись обвинению в пропаганде имяславия и в результате вышли из подчинения Синоду РПАЦ.
В настоящее время имяславия придерживается ряд старостильных и т. н. истинно-православных деноминаций: Архиерейское совещание РПАЦ (Григория (Лурье)), Российская православная церковь (Дамаскина (Балабанова)), Святая православная церковь Северной Америки (HOCNA, «Бостонский Синод»), Церковь Истинно Православных Христиан Греции и Заграницей (каллиникиты, «Ламийский Синод»), Украинская Автономная Истинно-Православная Церковь.

## Святые и почитаемые сторонники и противники имяславия
К лику православных святых Русской Православной Церковью и РПЦЗ причислены как сторонники, так и противники имяславия.
Как сторонники, так и противники имяславия утверждали и утверждают наличие у него древних истоков (сторонники связывают его с Отцами Церкви и исихазмом, в то время как противники связывают его с древними ересиархами).
В числе тех, кто сочувствовал имяславию, не разделяя его положения, называют святителя митрополита Московского Макария (Невского), священномученика (канонизирован РПЦЗ) епископа Волоколамского Феодора Поздеевского, страстотерпцев (в РПЦЗ — мучеников) императора Всероссийского Николая Второго и императрицу Александру Фёдоровну, мученицу великую княгиню Елизавету Фёдоровну, новомученика Михаила Новосёлова, преподобного Варсонофия Оптинского, преподобного Кукшу Одесского, праведного Иоанна Кронштадтского.
Святые — противники имяславия: священномученик митрополит Киевский Владимир (Богоявленский), священномученик епископ Иларион (Троицкий), святитель Патриарх Московский и Всея Руси Тихон (Беллавин), святитель Серафим (Соболев).
Также многие другие как защитники, так противники имяславия после Октябрьской революции закончили свою жизнь мученически — как неканонизированные о. Павел Флоренский, о. Даниил Сысоев; многие причислены к Собору всех святых, в земле Российской просиявших либо конкретно — к Собору святых новомучеников и исповедников Российских.

## Имяславие и математика

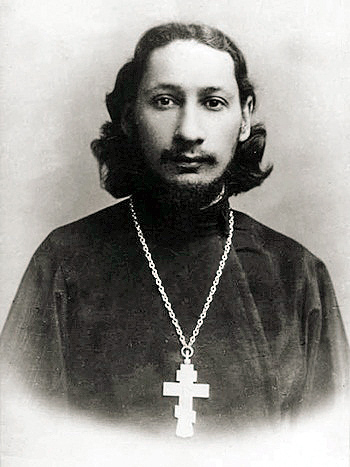
о. Павел Флоренский

Борец с имяславием архиепископ Никон проводил аналогию между именами и математическими понятиями, подразумевая, что последние не существуют в реальном мире. В то же время сторонник имяславия математик и философ А. Н. Паршин говорит, что этот аргумент можно обратить в пользу имяславия, признав, что имена, как и математические понятия, существуют, но в «сверхчувственном, умопостигаемом» мире.
Близкими друзьями о. Павла Флоренского и философа Алексея Лосева, имяславцами в богословии, были основатели Московской математической школы Дмитрий Егоров и Николай Лузин. Ещё в университете Флоренский стал последователем Николая Бугаева, развивавшего так называемую аритмологию — математику разрывных функций. Впоследствии Флоренский утверждал существование параллелей между абстрактной математикой и религией. 
Историк науки Лорен Грэхэм и французский математик Жан-Мишель Кантор утверждают, что работы русской математической школы до сих пор наполнены мистицизмом в противоположность французской математической школе, которая, по их мнению, основывается на рационализме.

## В литературе
В июне 1915 года Осип Мандельштам посвятил имябожию стихотворение:

И поныне на Афоне

Древо чудное растёт,

На крутом зелёном склоне

Имя Божие поёт.

В каждой радуются келье

Имябожцы-мужики:

Слово — чистое веселье,

Исцеленье от тоски!

Всенародно, громогласно

Чернецы осуждены;

Но от ереси прекрасной

Мы спасаться не должны.

Каждый раз, когда мы любим,

Мы в неё впадаем вновь.

Безымянную мы губим

Вместе с именем любовь.